# Mulei
Mulei (em árabe: مولايّ; romaniz.: mawlāyy; lit. "meu senhor"), no Magrebe, é um título honorífico dado a reis muçulmanos de origem xarifina (sadadidas e alauitas) que descendiam de Haçane ibne Ali, excetuando aqueles que alegavam descender do profeta Maomé e cujo título era Saíde, embora, mesmo aos últimos, há uso livre de Mulei antes dos nomes.